# Gottlieb Daimler

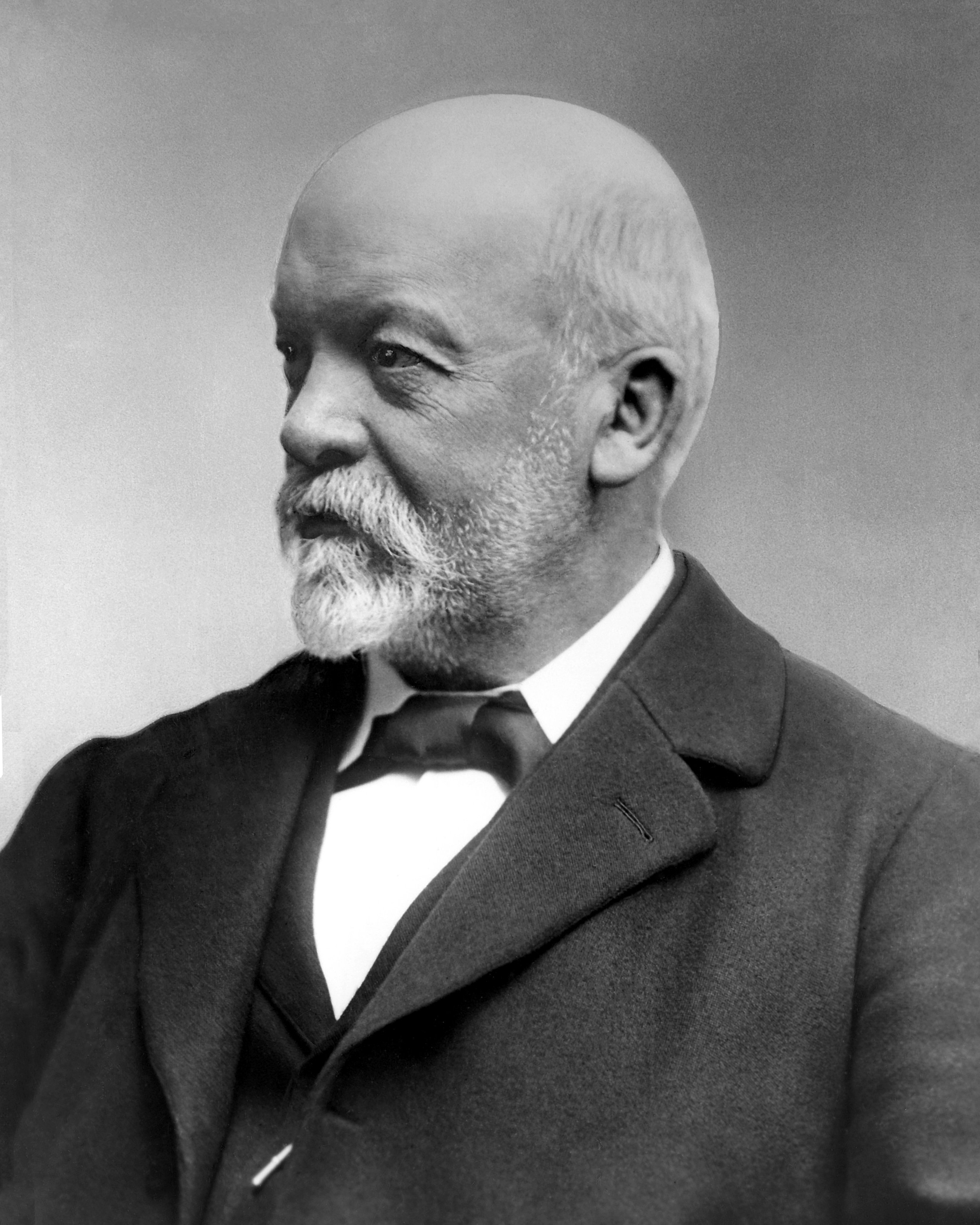
Gottlieb Daimler (1890)

Gottlieb Wilhelm Daimler, geboren als Gottlieb Däumler, (* 17. März 1834 in Schorndorf; † 6. März 1900 in Cannstatt bei Stuttgart) war ein deutscher Ingenieur, Konstrukteur, Unternehmer und Kommerzienrat. Daimler entwickelte zusammen mit Wilhelm Maybach mit dem „Standuhr-Motor“ den ersten schnelllaufenden Ottomotor, zudem mit Benzin unabhängig von Gasleitungen, mit dem „Reitwagen“ das Motorrad und mit der „Motorkutsche“ von 1886 das erste vierrädrige Kraftfahrzeug mit Verbrennungsmotor.

## Leben und Werk

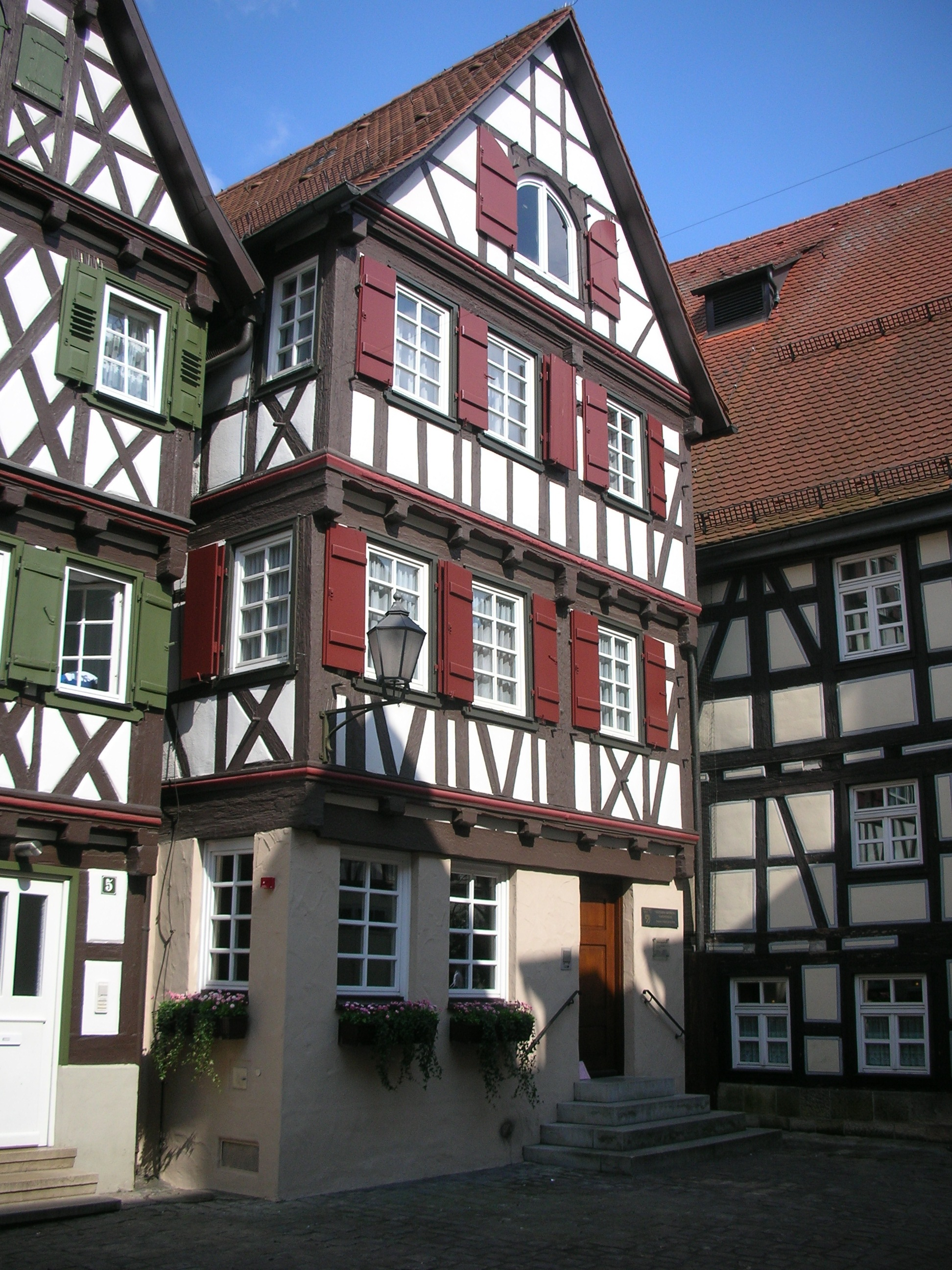
Daimlers Geburtshaus in Schorndorf

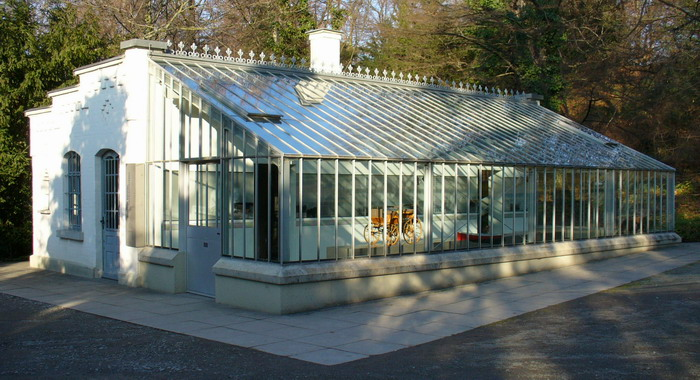
Daimlers Versuchswerkstatt im Cannstatter Kurpark

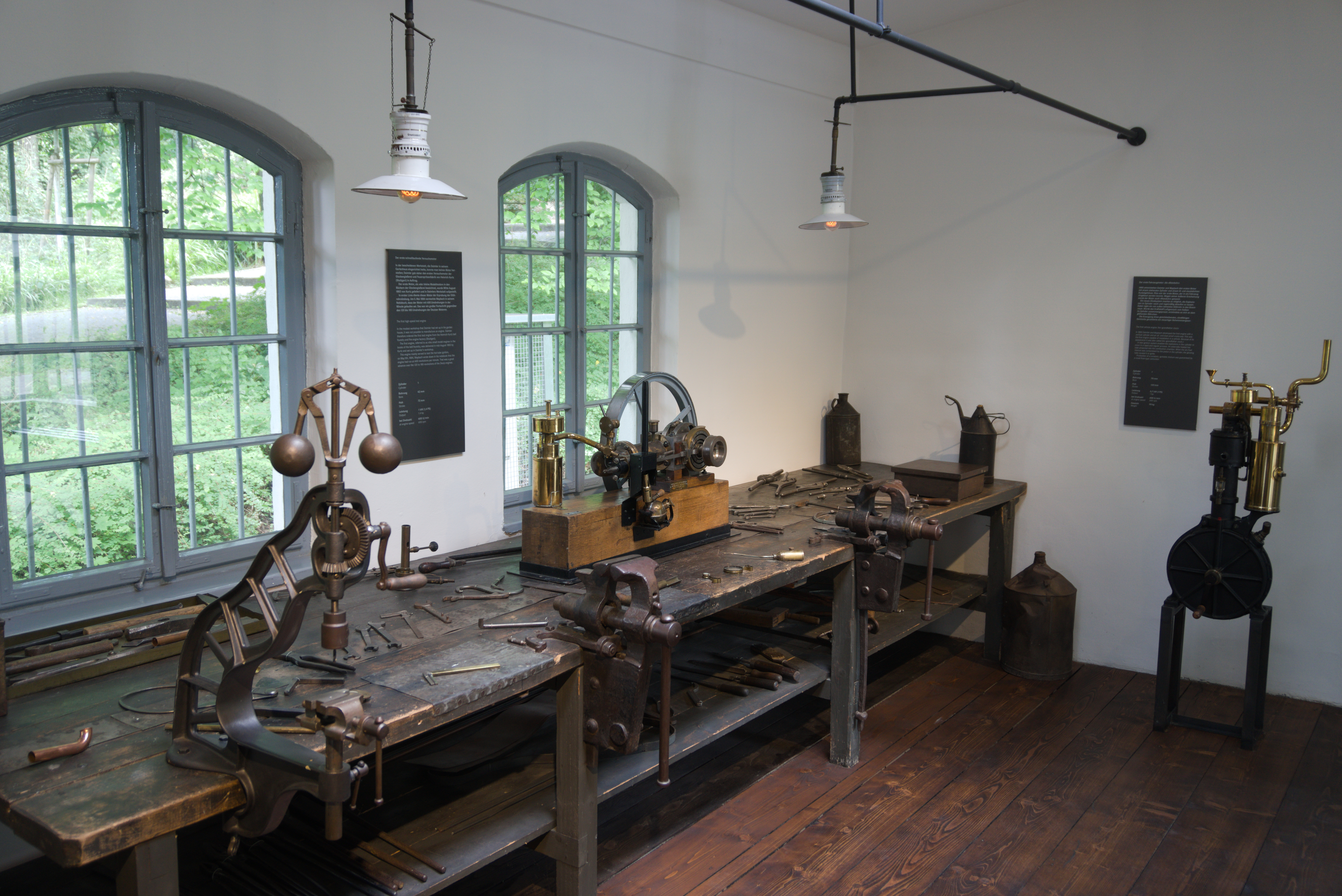
Inneres der Werkstatt

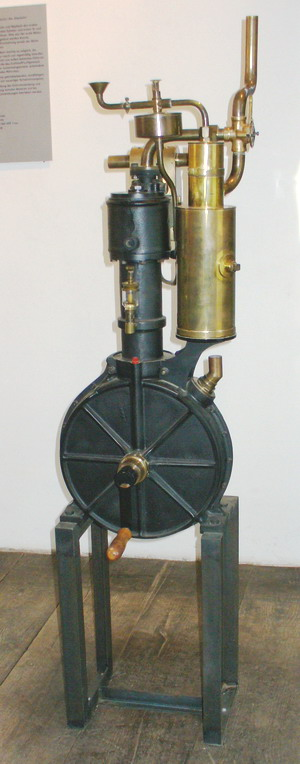
Daimlers Standuhr

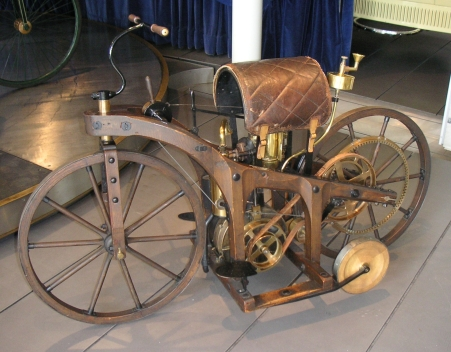
Daimlers Reitwagen von 1885 (Nachbau)

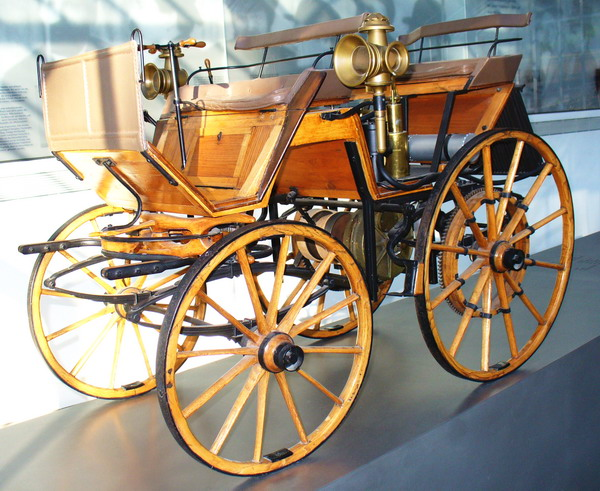
Daimlers Motorkutsche von 1886 (Modell)

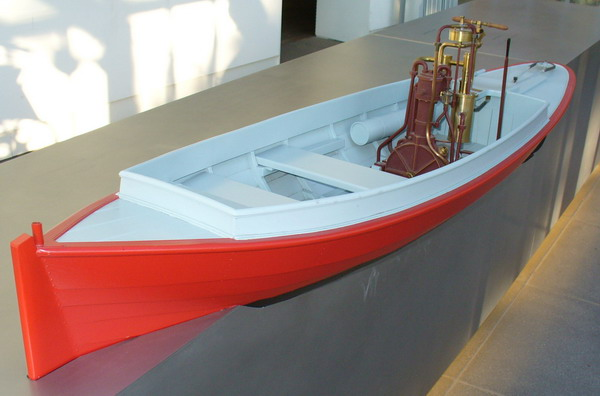
Daimlers Boot „Neckar“ von 1886 (Modell)

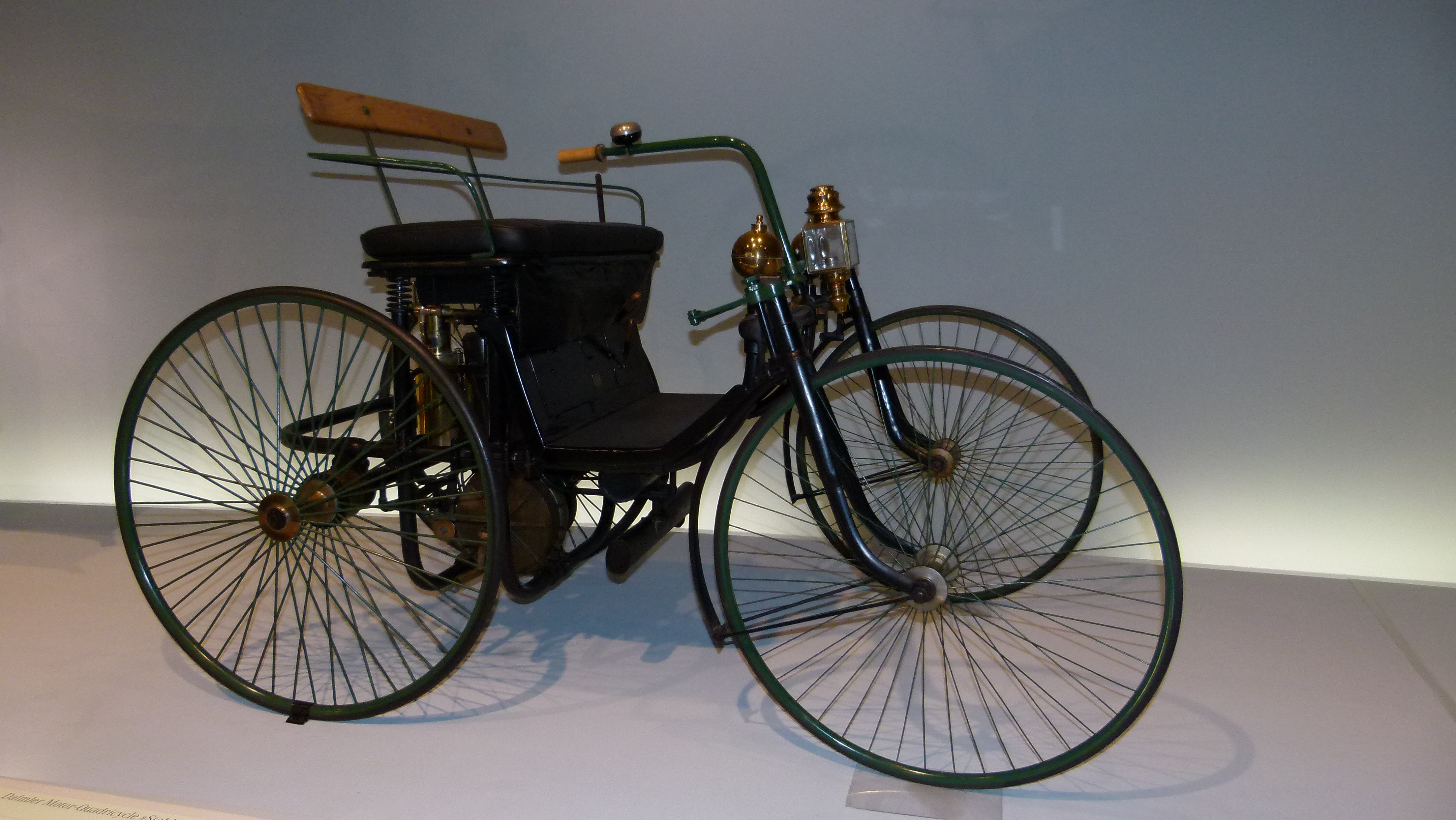
Motor-Quadricycle von 1889

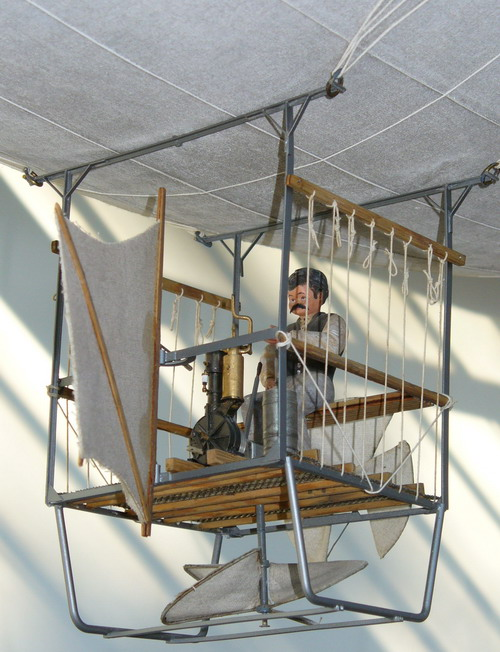
Daimlers Luftschiff von 1886 (Modell)

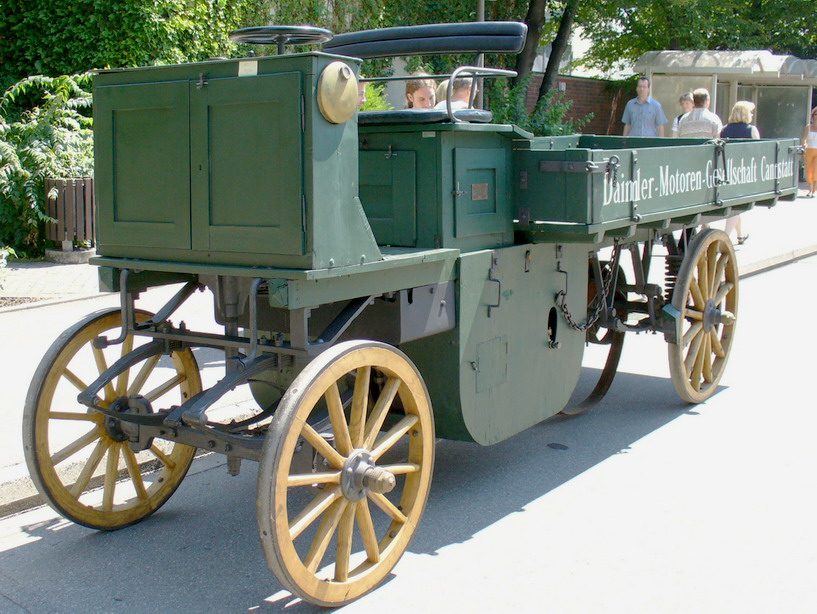
DMG-Lastkraftwagen von 1896

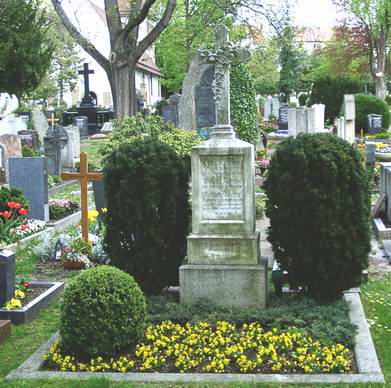
Gottlieb Daimlers Grab in Stuttgart-Bad Cannstatt

Daimler kam am 17. März 1834 in Schorndorf als zweiter Sohn des Gastwirts und Bäckermeisters Johannes Friedrich Däumler (1801–1875) und dessen Ehefrau Wilhelmine Frederika Däumler geborene Festerer (1803–1864) zur Welt. Im Geburtshaus ist heute ein Museum eingerichtet; zudem erinnert ein Denkmal beim Schorndorfer Rathaus an den berühmtesten Sohn der Stadt.
Nachdem er die Realschule 1848 abgeschlossen hatte, machte Daimler eine Lehre als Büchsenmacher. 1852 beendete er die Lehre mit der Gesellenprüfung. 1853 begann er, durch Vermittlung des württembergischen Wirtschaftsförderers Ferdinand von Steinbeis, in einem Maschinenbauunternehmen im elsässischen Graffenstaden zu arbeiten. 1857 verließ er dieses Unternehmen und begann ein Maschinenbaustudium an der Polytechnischen Schule Stuttgart. Hier wurde er Mitglied der Studentenverbindung Corps Stauffia Stuttgart.
Nach Ende seines Studiums und mehreren von Steinbeis initiierten Studienreisen ins Ausland begann er 1862 als Konstrukteur für die Metallwarenfabrik Straub in Geislingen an der Steige zu arbeiten. 1865 wurde ihm die Leitung der von Gustav Werner gegründeten Bruderhaus-Maschinenfabrik in Reutlingen übertragen, wo er zum ersten Mal mit Wilhelm Maybach zusammentraf. 1867 heiratete Daimler die Apothekertochter Emma Pauline Kurtz (1843–1889), mit der er fünf Kinder bekam: Paul (1869–1945), Adolf (1871–1913), Emma (1873–1954), Martha (1878–1955) und Wilhelm (1881–1896).
1869 übernahm Daimler den Vorstand der Werkstätten der Karlsruher Maschinenbaugesellschaft. Kurze Zeit später fing auch Maybach an, als Technischer Zeichner in dem Unternehmen zu arbeiten. Nach drei Jahren wechselte Daimler zur Gasmotorenfabrik Deutz, wo ihm Nikolaus Otto die Leitung der Werkstätten übertrug. Auch Maybach wechselte nach Deutz und brachte 1872 unter der Leitung Daimlers einen von Otto entwickelten Viertaktmotor zur Serienreife. 1875 meldet Daimler einen verbesserten Gasmotor in den USA zum Patent an. Das Unternehmen wuchs von einer kleinen Werkstatt zu einem Weltunternehmen.

Nach einem Streit zwischen Daimler und Otto verließ Daimler 1882 die Deutz AG und gründete in Cannstatt eine Versuchswerkstatt. Sein Ziel war die Entwicklung kleiner, schnell laufender Verbrennungsmotoren, die überall einsetzbar sein sollten und Fahrzeuge aller Art zu Lande und zu Wasser antreiben konnten. Nach einem Jahr (16. Dezember 1883) meldete er das grundlegende Patent für einen, gemeinsam mit dem bei ihm angestellten Maybach entwickelten, revolutionär verbesserten Einzylinder-Viertaktmotor an.
Anders als die bis dahin üblichen stationären, mit Gas betriebenen Viertaktmotoren lief dieser Motor mit Benzin; das flüssige Benzin wurde in einem Schwimmervergaser verdampft und mit Luft gemischt. Die Glührohrzündung leitete die Verbrennung des im Zylinder komprimierten Gemischs ein. Der einzylindrige Motor wog nur 60 Kilogramm, hatte einen Hubraum von 100 cm³ und leistete bei 600 Umdrehungen pro Minute ca. 1/4 PS (294 W). Die Nenndrehzahl war höher als die der bis dahin bekannten Gasmotoren und deswegen leistete der Motor relativ viel für seine Größe. Das Benzin ließ sich in einem Tank mitführen, sodass der Motor mobil war und auch Fahrzeuge antreiben konnte. Der dritte nochmals verbesserte Versuchsmotor, der als „Standuhr“ in die Technikgeschichte einging, leistete bereits etwa 1 PS (735 W) bei 600 min−1. Auf diese Konstruktion erhielt Daimler am 3. April 1885 das Reichspatent Nr. 34926.
Eine weitere Erfindung von Daimler und Maybach war der 1885 konstruierte „Reitwagen“, das erste Motorrad mit Ottomotor (½ PS). Darauf folgte der Einbau des Ottomotors in ein Boot von sechs Metern Länge.

### Motorkutsche von 1886
Im Oktober 1886 bauten Daimler und Maybach den Standuhr-Motor in eine von Wilhelm Wimpff gefertigte Motorkutsche ein. Die noch immer kolportierte Meinung, der in Wien lebende Mecklenburger Siegfried Marcus sei Carl Benz (dreirädriger Benz Patent-Motorwagen Nummer 1, 1885) und Daimler bereits 1875 zuvorgekommen, ist unrichtig. 1887 baute Daimler einen Motor in eine Ausstellungsbahn (Straßenbahn) ein. Nicht lange danach baute Daimler einen Lastkraftwagen und eine Draisine mit Zweizylinder-V-Motor (1888).
Um die entwickelten Motoren vertreiben zu können, ließ Daimler in den Jahren 1886 bis 1889 einen Motorwagen von Maybach konstruieren, der 1889 auf der Pariser Weltausstellung seine Premiere feierte. Unter dem Namen „Motor-Quadricycle“ – auch Stahlradwagen genannt – entwickelten Daimler und Maybach erstmals ein komplett eigenständiges Fahrzeug mit einer Leistung von 1,5 PS und einer Geschwindigkeit von 18 km/h. Den Rohrrahmen baute der Fahrradhersteller NSU.
1887 baute Daimler eine Fabrik in Cannstatt und rüstete 1888 die Gondel eines Gasballons mit seinem Motor aus. So entstand eines der ersten Luftschiffe. Am 10. August 1888 startete Michael, der langjährige Begleiter von Friedrich Hermann Wölfert, von Daimlers Fabrik auf dem Seelberg in Cannstatt zu einer Fahrt nach Aldingen.
Auf dem 13. Deutschen Feuerwehrtag (28.–30. Juli 1888) in Hannover stellte er die erste Motorfeuerspritze der Welt vor. Feuerlöschpumpen sind Nachfolger der früheren Feuerspritzen, die noch mit Muskelkraft betrieben wurden. Das Gerät von Daimler leistet mit ihrem Zweizylindermotor 4 PS. Am 29. Juli 1888 erhielt er für eine „Feuerspritze mit Motorbetrieb“ das Patent unter der Nummer 46779 vom Kaiserlichen Patentamt.
1890 geriet das Unternehmen in Schwierigkeiten, da es nicht genügend Fahrzeuge verkaufen konnte. Zur Sanierung des Betriebs gründete Daimler die Daimler-Motoren-Gesellschaft, an der neben ihm und Wilhelm Maybach die Unternehmer Max Duttenhofer und Wilhelm Lorenz beteiligt waren. Wegen Streitigkeiten mit Lorenz trat Daimler 1893 aus der Gesellschaft aus. In der Zwischenzeit hatte er zusammen mit Maybach 1892 den ersten Zweizylinder-Reihenmotor entwickelt.
Nach dem Tod seiner ersten Frau Emma 1889 heiratete er 1893 die Witwe Lina Hartmann geborene Schwend (1855–1932), mit der er die zwei Kinder Gottlieb (1894–1916) und Emilie (1897–1973) hatte.
Durch die Unterstützung des britischen Unternehmers Frederick R. Simms, der die Rechte am Phönix-Motor nur bei einer Rückkehr Daimlers in die Daimler-Motoren-Gesellschaft erwerben wollte, wurde Daimler 1894/1895 wieder Anteilseigner und schließlich Vorsitzender des Aufsichtsrats. Er ließ 1899 von Maybach den Rennwagen bauen, nach dem Vornamen der Tochter des österreichischen Auftraggebers, Kaufmanns und Generalkonsuls Emil Jellinek auf den Namen seiner Tochter Mercédès Jellinek getauft wurde.
Am 6. März 1900 starb Gottlieb Daimler in Cannstatt und wurde dort auf dem Uff-Kirchhof beerdigt. Seiner Familie hinterließ er etwa ein Viertel des Aktienkapitals der Daimler-Motoren-Gesellschaft. Daimler hatte Lizenzgebühren aus Frankreich unterschlagen und Duttenhofer erwirkte mit der Androhung eines Skandals von der Familie einen Verzicht auf alle Führungsansprüche. Kurz darauf wurde eine Kapitalerhöhung beschlossen, durch die die Familie Daimler in die Rolle eines Kleinaktionärs der Daimler-Motoren-Gesellschaft zurückgedrängt wurde und keinerlei Einfluss auf deren weitere Entwicklung mehr nahm. 
1926 wurde die Daimler-Motoren-Gesellschaft mit dem Unternehmen Benz & Cie. von Carl Benz zur Daimler-Benz AG fusioniert.

## Markenname Daimler
Der Markenname Mercedes, erst ab 1926 Mercedes-Benz, diente nicht zuletzt dazu, rechtliche Schwierigkeiten mit dem Namen Daimler im Ausland zu umgehen, da dort andere Unternehmen die Lizenz auf die Daimler-Motoren bzw. damit angetriebene Fahrzeuge erworben hatten. Insbesondere die britische Daimler Motor Company war jahrzehntelang erfolgreich, wurde 1960 von Jaguar übernommen, bot in den 1970er Jahren mit dem Daimler Double Six auch eine V12-Limousine an. So entstand die verwirrende Situation, dass ab 1989 das Unternehmen Ford die Rechte am Markennamen Daimler hielt, und diese am 26. März 2008 an den indischen Großkonzern Tata verkaufte. Laut WAZ erwägte Tata, die Marke Daimler zu reaktivieren.
Im Zuge der Umbenennung der DaimlerChrysler AG in Daimler AG am 4. Oktober 2007 gab der Daimler-Vorstandsvorsitzende Dieter Zetsche bekannt, dass der Konzern der Ford Motor Company 20 Millionen US-Dollar (rund 14 Millionen Euro) für die Marke Daimler bezahlt hat. Die Vereinbarung besagt, dass die damalige Daimler AG den Namen lediglich als Handelsmarke oder Firma nutzen darf, dauerhaft seien keine Namensrechte übertragen worden. Zum 1. Februar 2022 erfolgte die Umbenennung der Daimler AG in die Mercedes-Benz Group AG.
In Großbritannien wurden bis 2009 Luxuslimousinen unter der Marke Daimler produziert, ab 1960 größtenteils als Varianten von Jaguar-Typen, wie Daimler 250 V8 oder Daimler Double Six. Bis Ende der 1960er Jahre wurde die Marke Daimler vom britischen Königshaus bevorzugt. Wenn die britische Königin in einer Luxuskarosse mit kurzem, schräg abfallendem Kofferraum vorfuhr, so handelte es sich meist um eine Daimler-Limousine, nicht – wie man vermuten könnte – um einen Rolls-Royce oder Bentley.

## Daimler als Namensgeber
- Das Neckarstadion, das größte Stuttgarter Stadion, wurde im Jahr 1993 im Rahmen der Leichtathletik-Weltmeisterschaften nach Gottlieb Daimler benannt. Diesen Namen hatte es bis zur Fußballsaison 2008/2009. Danach hieß es Mercedes-Benz Arena, seit Juli 2023 MHPArena.
- Seit 1964 ist Daimler Namensgeber für den Mount Daimler, einen 1280 m hohen Berg in der Antarktis.
- Das Berufsschulzentrum in Sindelfingen trägt den Namen Gottlieb-Daimler-Schule.
- Gottlieb-Daimler-Realschule in Daimlers Geburtsstadt Schorndorf